# Matsumae Takahiro
Matsumae Takahiro est un nom japonais traditionnel ; le nom de famille (ou le nom d'école), Matsumae, précède donc le prénom (ou le nom d'artiste).
Matsumae Takahiro (松前 崇広, 10 décembre 1829-9 juin 1866) est un daimyo de l'époque d'Edo qui dirige le domaine de Matsumae. Bien que tozama daimyo, il sert le shogunat Tokugawa en tant que rōjū. Son titre de cour est Izu no kami.

## Jeunesse
Takahiro, dont le nom de jeunesse est « Tamekichi », naît au château de Fukuyama situé dans la province de Bingo. Il est le 6e fils de Matsumae Akihiro, 9e seigneur de Matsumae. À l'âge de 4 ans, il est envoyé dans la propriété familiale d'Edo. Chose tout à fait inhabituelle pour un fils de daimyo, son éducation comprend l'étude de l'anglais.
Il succède à la seigneurie de Matsumae en 1849.

## Accession au pouvoir en tant querōjū

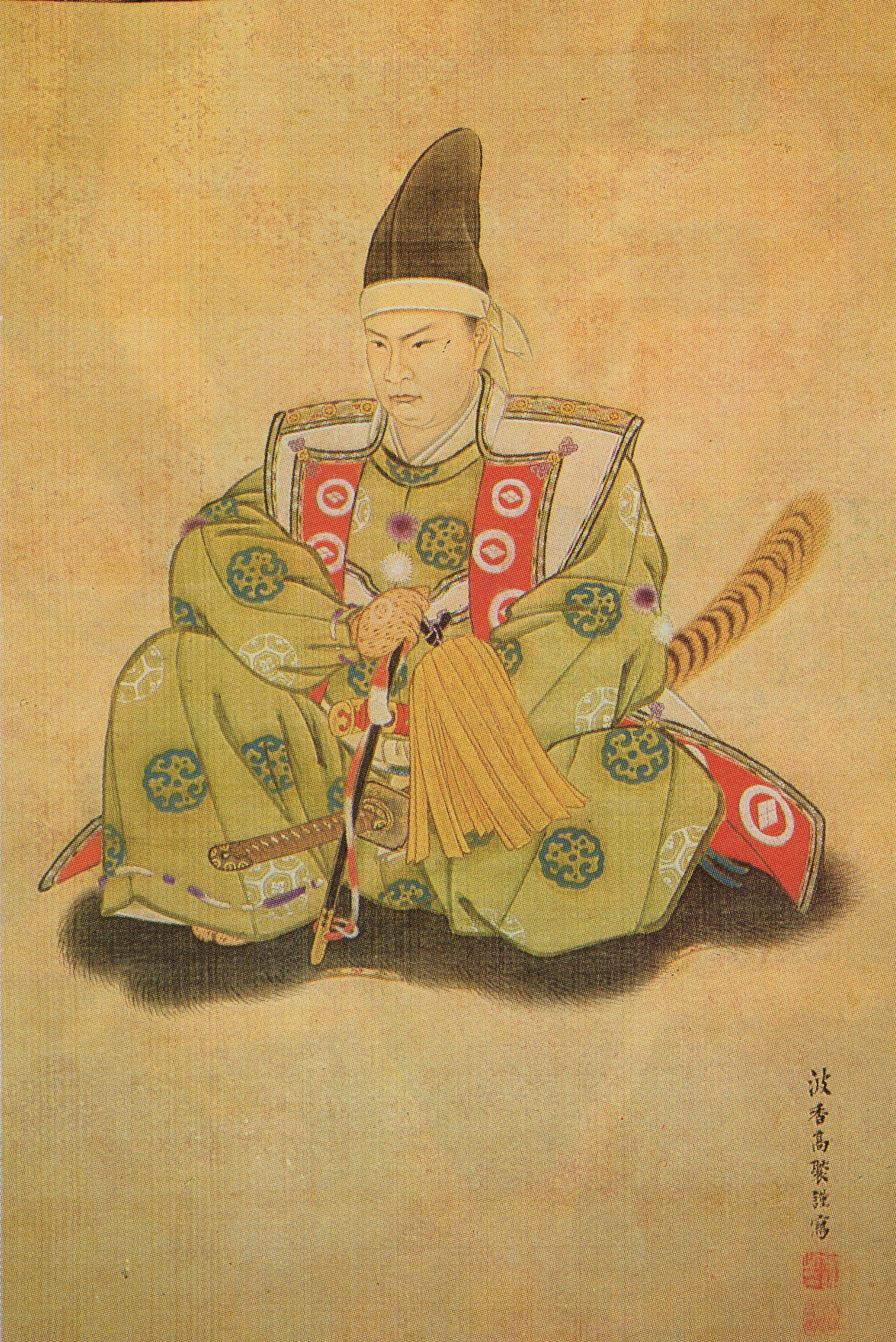
Portrait de Matsumae Takahiro.

Takahiro est nommé rōjū en novembre 1864 ; c'est un poste qui est impensable pour un tozama daimyo. L'année suivante, lui et son compagnon rōjū Abe Masato sont chargés de l'ouverture du port de Hyōgo au commerce étranger. Cependant, comme ils le font contre la volonté de la cour impériale, celle-ci rend des ordonnances demandant leur révocation. Les deux hommes sont destitués de leur rang de cour, de leurs titres et contraints de céder la seigneurie de leurs domaines. Takahiro se retire en faveur de son fils Norihiro.

## Décès
Takahiro rentre à Matsumae au printemps de 1866. Peu de temps après, il contracte une fièvre et meurt à 36 ans. Quelques années après la mort de Takahiro, son petit-fils Nagahiro demande son pardon auprès de la cour impériale, pardon qui est accordé avec restauration de son rang et de son titre de cour.

## Média
Takahiro apparaît fréquemment dans les représentations fictives de l'ère du bakumatsu. Il apparaît récemment comme personnage secondaire dans le manga Kaze Hikaru.